# Пен-Жюстаре
Пен-Жюстаре́ (фр. Pins-Justaret, окс. Pins e Justaret) — коммуна во Франции, находится в регионе Юг — Пиренеи. Департамент — Верхняя Гаронна. Входит в состав кантона Порте-сюр-Гарон. Округ коммуны — Мюре.
Код INSEE коммуны — 31421.

## География
Коммуна расположена приблизительно в 610 км к югу от Парижа, в 15 км к югу от Тулузы.
На востоке коммуны протекает река Арьеж.

## Климат
Климат умеренно-океанический. Зима мягкая и снежная, весна характеризуется сильными дождями и грозами, лето сухое и жаркое, осень солнечная. Преобладают сильные юго-восточные и северо-западные ветры.

## Население
Население коммуны на 2010 год составляло 4454 человека.
| 1962 | 1968 | 1975 | 1982 | 1990 | 1999 | 2010 |
| ---- | ---- | ---- | ---- | ---- | ---- | ---- |
| 378  | 577  | 998  | 2021 | 3303 | 3917 | 4454 |

## Администрация
| Период | Период | Фамилия            | Партия                  | Примечания |
| ------ | ------ | ------------------ | ----------------------- | ---------- |
| 1913   | 1950   | Антуан Дюфур       |                         |            |
| 1950   | 1994   | Рене Лубе          |                         |            |
| 1994   | 2020   | Жан-Батист Казетта | Социалистическая партия |            |

## Экономика
В 2010 году среди 3023 человек трудоспособного возраста (15—64 лет) 2261 были экономически активными, 762 — неактивными (показатель активности — 74,8 %, в 1999 году было 73,2 %). Из 2261 активных жителей работали 2057 человек (1037 мужчин и 1020 женщин), безработных было 204 (99 мужчин и 105 женщин). Среди 762 неактивных 296 человек были учениками или студентами, 308 — пенсионерами, 158 были неактивными по другим причинам.

## Города-побратимы
- Кординьяно (Италия, с 2004)